# Ficedula albicollis
O papa-moscas-de-colar (Ficedula albicollis) é uma pequena ave passeriforme da família dos muscicapídeos, uma das quatro espécies de papa-moscas negros e brancos do Paleártico ocidnatal. Reproduz-se no sudeste de Europa (povoações isoladas são nativos das ilhas de Gotland e Öland no Mar Báltico, Suécia) e do leste de França na Península Balcânica e Ucrânia e é uma ave migratória, que passa o inverno na África Subsariana. É uma ave errante rara na Europa Ocidental, mas está incluída na lista de aves ibéricas.
Tem um comprimento de 12–13,5 cm. O macho reprodutor é principalmente preto dorsalmente e branco ventralmente, com colarinho branco, uma grande mancha branca nas asas, cauda preta (embora alguns machos tenham cauda branca) e uma grande mancha branca na testa. Tem um casaco transparente. O bico é preto e tem a forma larga, mas bicuda, típica dos insetívoros aéreos. Além de capturar insetos em voo, esta espécie caça lagartas na folhagem dos carvalhos e come bagas.

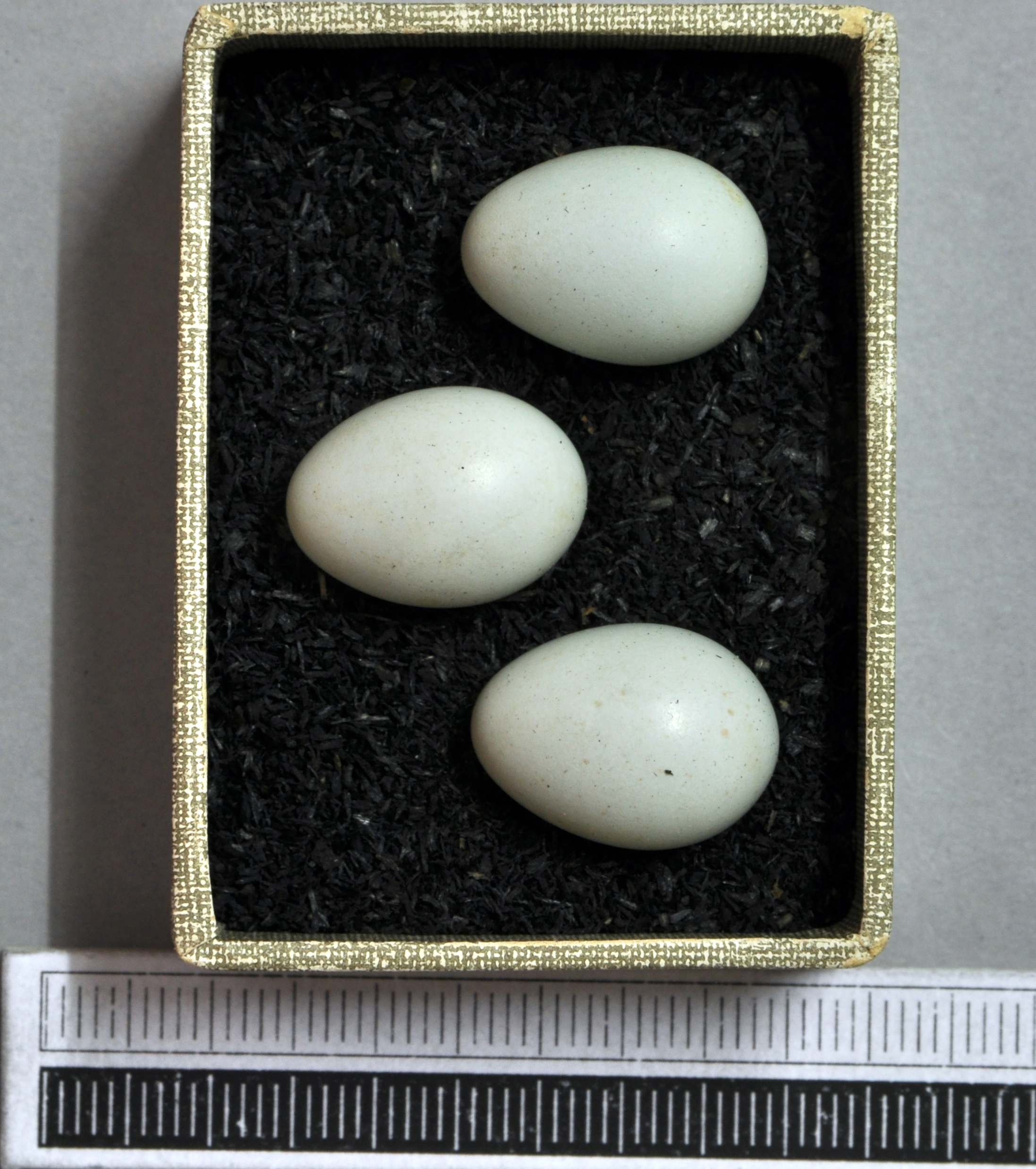
Ovos desta espécie na colecção do Museu Wiesbadna

Os machos, as fêmeas e os indivíduos jovens não reprodutores são castanhos claros em vez de pretos e podem ser difíceis de distinguir de outros papa-moscas ``Ficedula, especialmente o papa-moscas preto (F . hypoleuca' ') e o papa-moscas-de-meio-colar (F. semitorquata), especies coas cales pode hibridar de forma limitada. F. albicollis vis-à-vis F. hypoleuca estão a especiar-se entre si pelo efeito Wallace (reforço ou reinforcemnat), como evidenciado pelas diferenças na coloração em simpatria versus alopatria.
São aves de florestas caducifólias, parques e jardins, com preferência por árvores antigas com buracos onde possam fazer os seus ninhos. Constrói um ninho aberto no oco de uma árvore ou em caixas-ninho feitas pelo homem. Normalmente ela põe 5 a 7 ovos. O canto é um assobio desarticulado, bem distinto do papa-moscas-preto. Os papa-moscas-pretos podem imitar o canto dos papa-moscas-de-colar em populações simpátricas.
O nome do género vem do latim e refere-se a um pequeno pássaro comedor de figos (ficus, 'fig') que deveria transformar-se no papa-amoras-comum no Inverno. O epíteto específico albicollis provém do latim albus, 'branco', e collum, "pescoço".
O papa-moscas-de-colar é utilizado como espécie modelo em ecologia e genética e foi uma das primeiras aves a ter todo o seu genoma dissecado. Dados espectrométricos repetidos retirados de papa-moscas machos revelaram que a reflectância da plumagem deve ser medida durante o cortejo, o principal período de sinalização sexual, à medida que as características espectrais diminuem ao longo da época de reprodução.
Nas populações naturais de F. albicollis parece que a nadogamia é rara, mas quando ocorre tem consequências negativas para características que influenciam a fitness, como a taxa de sucesso na incubação.